# Aleksiej Krutikow
Aleksiej Dmitrijewicz Krutikow (ros. Алексе́й Дми́триевич Кру́тиков, ur. 2 stycznia 1902 we wsi Filajewo w guberni wołogodzkiej, zm. 1962 w Moskwie) – radziecki polityk, wicepremier ZSRR (1948-1949).

## Życiorys
Uczył się w szkole wiejskiej i w szkole telegraficznej, od grudnia 1921 do kwietnia 1924 pracował w gospodarstwie ojca, od kwietnia do grudnia 1924 służył w Armii Czerwonej. Od grudnia 1924 do września 1931 kolejno przewodniczący wiejskiego stowarzyszenia spożywców „Swobodnoje” w guberni wołogodzkiej, instruktor i kierownik wydziału Okręgowego Związku Towarzystw Spożywców w Wołogdzie i zastępca przewodniczącego Komitetu Wykonawczego Rady Rejonowej w Kraju Północnym, od 1927 w WKP(b), od września 1931 do września 1932 słuchacz leningradzkich wyższych kursów pedagogicznych. Od września 1932 do września 1936 był kierownikiem sekcji technikum w Pskowie, dyrektor Kombinatu Północno-Zachodniego Związku Towarzystw Spożywców w Nowogrodzie i dyrektorem pawłowskiego technikum handlowego w obwodzie leningradzkim, od września 1936 do stycznia 1938 studiował na Wydziale Historycznym Instytutu Czerwonej Profesury. Od stycznia do marca 1938 kierownik Wydziału Propagandy i Agitacji Kujbyszewskiego Komitetu Rejonowego WKP(b) w Leningradzie, od marca do grudnia 1938 kierownik Wydziału Kierowniczych Organów Partyjnych Komitetu Obwodowego WKP(b) w Jarosławiu, 1938-1940 zastępca, a od 1940 do marca 1946 I zastępca ludowego komisarza handlu zagranicznego ZSRR.
Od 20 lutego 1941 do 5 października 1952 zastępca członka KC WKP(b), od marca 1946 do 9 lipca 1948 zastępca ministra handlu zagranicznego ZSRR, od 9 lipca do 28 grudnia 1948 przewodniczący Biura Rady Ministrów ZSRR ds. Handlu i Przemysłu Lekkiego, a od 13 lipca 1948 do 8 lutego 1949 zastępca przewodniczącego Rady Ministrów ZSRR Józefa Stalina i jednocześnie członek Biura Rady Ministrów ZSRR. Od 28 lutego 1948 do 8 lutego 1949 przewodniczący Biura Rady Ministrów ZSRR ds. handlu, 1949-1951 zastępca przewodniczącego Biura Rady Ministrów ZSRR ds. Handlu, 1951-1953 szef Zarządu ds. Handlu Niegromadzonymi Towarami Przemysłowymi, od marca do sierpnia 1953 zastępca ministra handlu zagranicznego i wewnętrznego ZSRR, od sierpnia 1953 do lutego 1954 zastępca ministra handlu ZSRR. W lutym-marcu 1954 zastępca przewodniczącego Biura Rady Ministrów ZSRR ds. Handlu, w lipcu 1954 wykluczony z KPZR, od sierpnia 1954 zastępca szefa Głównego Zarządu Handlu Wysyłkowego Hurtowego i Drobnohurtowego Centrosojuza, w październiku 1960 przywrócony w prawach członka KPZR. Deputowany do Rady Najwyższej ZSRR 2 kadencji. Odznaczony dwoma Orderami Lenina.